# Wang Yun (taekwondo)
Wang Yun (29 de agosto de 1988) es una deportista china que compitió en taekwondo. Ganó una medalla de bronce en los Juegos Asiáticos de 2014 en la categoría de –57 kg.

## Palmarés internacional
| Juegos Asiáticos | Juegos Asiáticos        | Juegos Asiáticos  | Juegos Asiáticos |
| Año              | Lugar                   | Medalla           | Categoría        |
| ---------------- | ----------------------- | ----------------- | ---------------- |
| 2014             | Incheon (Corea del Sur) | Medalla de bronce | –57 kg           |